# Das radikal Böse (Film)
Das radikal Böse ist ein deutsch-österreichischer Dokumentarfilm, der versucht, psychologische Prozesse und individuelle Entscheidungsspielräume „ganz normaler junger Männer“ in den deutschen Einsatzgruppen der Sicherheitspolizei und des SD zu ergründen, die ab 1941 während des Zweiten Weltkriegs im Rahmen des Holocaust zwei Millionen jüdische Zivilisten in Osteuropa erschossen.
Autor und Regisseur ist der österreichische Oscar-Preisträger Stefan Ruzowitzky (Die Fälscher).
Der Film wurde im Oktober 2013 auf den 47. Hofer Filmtagen präsentiert; Kinostart in Deutschland war der 16., in Österreich der 17. Januar 2014.

## Titel
Der Titel des Films spielt auf ein Zitat Hannah Arendts aus ihrem Denktagebuch von 1950 an, das der offiziellen Website zum Film vorangestellt ist: „Das radikal Böse ist das, was nicht hätte passieren dürfen, das heißt das, womit man sich nicht versöhnen kann […] woran man auch nicht schweigend vorübergehen darf.“ Sowohl der Frage, wie das radikal Böse zustande kommen kann, als auch der Frage, wie in der Folge damit umzugehen sei, widmete Arendt unter dem Eindruck der Shoah einen Großteil ihres moralphilosophischen Denkens.
Dazu erklärte Ruzowitzky in einem Gespräch mit der Wiener Zeitung, dass sich sein Film auf diese frühe Definition des Begriffs durch Arendt beziehe. Sie habe später den Begriff ‘banales Böse‘ in Bezug auf Eichmann und den Typus des ‚Schreibtischtäters‘ verwendet. „[…] aber meine Täter sind ja keine Schreibtischtäter, sondern das sind die, die wirklich dort gestanden sind, den Abzug gezogen haben und einer Frau, einem Kind, einem Mann eine Kugel in den Schädel gejagt haben. Da reicht der Begriff des ‚banalen Bösen‘ nicht mehr aus. Hier ist es also schon wichtig zu definieren, dass es um etwas geht, das nie hätte passieren dürfen.“

## Inhalt
„Das radikal Böse“ wird mit der Einblendung eines Zitats von Primo Levi eingeleitet: „Es gibt die Ungeheuer, aber sie sind zu wenig, als dass sie wirklich gefährlich werden könnten. Wer gefährlich ist, das sind die normalen Menschen.“
In einer Kollage aus Interviews mit Wissenschaftlern, nachgestellten Szenen aus dem Alltag der Täter, aktuellen Aufnahmen der Schauplätze und historischen Bildern, die von nachgesprochenen Zitaten aus Briefen, Tagebüchern und Prozessakten unterlegt sind, geht der Film der Frage nach, warum aus vielen „normalen jungen Männern“ in deutschen Einsatzgruppen Täter wurden. Ruzowitzky konzentriert sich – wie schon Christopher Browning in Ordinary Men – auf die Täter des Reserve-Polizei-Bataillons 101, die zwischen 1941 und 1943 im Rahmen des Unternehmens Barbarossa in Osteuropa mindestens 38.000 jüdische Männer, Frauen und Kinder erschossen, mischt aber auch Zitate anderer Täter unter die Zitate aus dem Off, ohne diese zuzuordnen. Insgesamt wurde circa ein Drittel, also zwei der sechs Millionen während des Holocausts ermordeten Juden, auf diese Weise getötet.
Als Darsteller der Täter wurden Komparsen eingesetzt. Der Film verzichtet auf die Nachstellung der Tötungshandlungen selbst und setzt originale Fotos und Filmaufnahmen nur „sparsam“ ein – „im Vertrauen auf das alte Filmprinzip, dass es immer am stärksten ist, wenn etwas im Kopf des Betrachters entsteht“. Ruzowitzky zeigt allerdings die Dokumente, in denen der Massenmord bürokratisch und akribisch aufgezeichnet wurde, und lässt die Ereignisse auch von einigen noch lebenden Augenzeugen berichten. Eventuell noch lebende Täter wurden nicht interviewt, diese hätten über die lange zurückliegenden Ereignisse nach Meinung Ruzowitzkys „nicht so offen gesprochen wie in den Protokollen oder ihren damaligen Briefen und Tagebüchern“. Auch Überlebende hat er nicht befragt, denn es gebe so gut wie keine, weil den Einsatzgruppen kaum einer entkam.
„Das radikal Böse“ wird durch sechs Wissenschaftler und andere Experten analysiert, unter diesen der 1920 geborene Benjamin Ferencz, der 1947 der Ankläger beim Einsatzgruppenprozess war, der Historiker Christopher Browning, der katholische Priester Patrick Desbois, der Psychiater Robert Lifton und der Militärpsychologe Dave Grossman. Für den Film wurden einige psychologische Versuche wie das Milgram-Experiment, das Stanford-Prison-Experiment  und das Konformitätsexperiment von Asch nachgestellt und Interviews mit den Forschern geführt. Sozialpsychologische Tests dokumentieren Gruppenzwang, hierarchische Ordnung und mentale Distanz durch Entmenschlichung der Opfer als gewaltfördernde Mechanismen, die auf der Basis der Ausrottungs-Propaganda gegen das Judentum vom NS-Regime genutzt wurden. Auch Heinrich Himmlers berüchtigte Posener Rede zur „Ausrottung des jüdischen Volkes“ wird aus dem Off zitiert. Die Morde wurden, durch Anerkennung belohnt, zur Routine.

## Hintergrund
Ruzowitzky interessiert an der Nazizeit besonders die Motivation der Täter: „Warum haben die das gemacht? Was ist damals in dieser Gesellschaft falsch gelaufen? Wie konnte sie so in die Hölle abgleiten?“ Sein erster Dokumentarfilm sei daher eher Funktionsbeschreibung als historische Dokumentation. Für die Gegenwart könne man aus der Diskriminierung der Opfer lernen.

## Rezensionen
Simon Rothöhler bescheinigt Ruzowitzky, er habe „unfreiwillig eine recht vollständige Anthologie zweifelhafter Verfahren des Geschichtsdokugenres erstellt.“ Rothöhler stellt fest, dass Ruzowitzky bei den nachgesprochenen Zitaten ohne Quellenangaben arbeitet. Während ein Militärpsychiater „unglaubliche Plattitüden“ von sich gebe, sei der für die Dokumentation interviewte Christopher Browning, auf dessen Standardwerk der Film beruht, ohne dass Ruzowitzky sich mit dessen 22-jähriger, „kontroverser Rezeptionsgeschichte“ befasst habe, zu bedauern. Rothöhler fragt, ob der Film nicht erneut die Täter als Opfer unfreiwilliger Verstrickung in ein System darstelle und – wie der Fernsehfilm ‚Unsere Mütter, unsere Väter‘ – von deren persönlicher Verantwortung ablenke.
Stefan Grissemann weist auf die generelle Schwierigkeit der filmischen Umsetzung der Thematik hin, an der auch Ruzowitzky scheitere: Wer die „mörderischen Abgründe auszuloten [versucht], die sich unter Druck in, wie man gerne sagt, ‚ganz normalen Menschen‘ auftun, wagt sich an eine der psychologisch und ästhetisch schwierigsten Aufgaben, die das Kino bietet. Denn auf die Fragen, die dieser Themenkomplex stellt, gibt es keine einfachen Antworten, und fast alle Bilder, die man dazu finden kann, sind auf die eine oder andere Weise kontaminiert – weil sie entweder obszön oder banal, ausbeuterisch oder nichtssagend sind. Auch ‚Das radikal Böse‘ zeugt sehr deutlich von diesem Problem: […] Ruzowitzkys Neigung zum ‚traumatischen‘, aber vereinfachenden Bild (der Nazi-Propagandafilm ‚Der ewige Jude‘ wird als Blitzlichtgewitter auf die Gesichter der Jungsoldaten projiziert, und vor dem ersten Massaker blickt man in schwer atmende, verzerrte Gesichter) hält den Erkenntniswert seiner Ergebnisse gering. Und die stets präsente Tapete aus dunkel pulsierender elektronischer Musik, komponiert von Patrick Pulsinger, begleitet und berieselt cool die Bilder, aber sie tut diesen ebenso wenig Gutes wie die illustrativen Schussgeräusche, die der Regisseur zu den historischen Massakern synchronisiert: Die Logik des Spielfilms beherrscht dieses ‚Nonfiction-Drama‘.“
Michel Winde sieht dagegen gerade die cineastische Umsetzung als gelungen an: „‚Das radikal Böse‘ zeichnet sich durch eine verstörende Dualität aus. Sie findet sich insbesondere in der Kluft zwischen Sehen und Hören. Das Auge sieht Allerwelts-Gesichter, gespielt von Laien-Darstellern. Durch das Stilmittel der Handkamera ist man mitten unter ihnen. Gleichzeitig tönen Original-Zitate aus Briefen, Tagebüchern und Gerichtsprotokollen aus dem Off, in denen die Täter ihr Handeln erklären – und ihrer Familie liebevolle Väter und Ehemänner sind. […] Es ist ein großer [sic!] Verdienst des Films, dass er den Zuschauer dennoch nicht ratlos [zurücklässt]. Denn ‚Das radikal Böse‘ ist kein Geschichts-Film im eigentlichen Sinne. Er weist in die Zukunft – vor allem in seiner Warnung, dass jedem Völkermord Rassismus vorausgeht.“
Volker Behrens konstatiert: „Ein Wohlfühl-Film ist ‚Das radikal Böse‘ natürlich nicht, aber er birgt Diskussionspotenzial.“
Susan Christely meint, dass der Film „uns unsere Verantwortung bewusst [macht] – die jedes einzelnen und die der Gesellschaft, nie wieder Umstände zuzulassen, in denen Massenmord selbstverständlich wird“.
Für Bernd Graff gehört Stefan Ruzowitzys Nonfiction-Drama Das radikal Böse „zum Besten, was eine historische TV-Dokumentation leisten kann.“
Alexandra Zawia resümiert: „Und jene Deutsche, die während des Zweiten Weltkriegs als Mitglieder der Einsatzgruppen in Osteuropa systematisch zwei Millionen Juden erschossen, waren eben keine Monster. Es waren normale Männer. Warum sie diesen Völkermord dennoch begingen, bereitet Stefan Ruzowitzkys (52) neuer Film […] beeindruckend auf. […] So verlockend die Monster-Annahme auch sein mag, so katastrophal wäre es, ihr zu verfallen. Denn sie negiert die Verantwortung der Handelnden.“
Auch Heike Littger lobt, dass „[s]elten zuvor […] ein Film die Ereignisse der Vergangenheit so greifbar in die Gegenwart transportiert und klar vor Augen geführt [hat]: In Sicherheit wiegen geht nicht. Das Wissen um den Holocaust macht uns nicht per se humaner. […] Unweigerlich denkt man über sich selbst nach. Wie blind ist man für den tagtäglichen Rassismus? Befähigt man seine Kinder darin, Stellung zu beziehen, sich treu zu bleiben, Schwächeren zu helfen und Ausgrenzung auszuhalten? Was haben Verweigerer, was Mitläufer nicht haben? Kann man diese Kompetenzen trainieren? Der Film gibt darauf keine Antwort […].“
Die Jury der FBW hält den Film für „besonders wertvoll“: „Ruzowitzky gelingt es, mit diesen verschiedenen stilistischen Mitteln genügend Abstand zu den ungeheuerlichen Taten zu halten, um sie auf einer eher intellektuellen Ebene zu bearbeiten. Er will nicht urteilen, sondern verstehen, und aus dieser Sichtweise ermöglicht sein Film viele existentielle Einsichten. So etwa jene, dass das radikal Böse nicht unmenschlich, sondern uns eigen ist, aber auch die, dass der einzelne immer eine moralische Entscheidung trifft. Einige haben sich geweigert zu schießen – und auch sie waren ganz normale Männer.“